# ムィス・チュルキン駅
ムィス・チュルキン駅（ムィス・チュルキンえき、ロシア語: Станция Мыс Чуркин）は、ロシア連邦沿海地方ウラジオストクピェルヴォマイスキー・ライオン地区にあるロシア鉄道極東鉄道支社シベリア鉄道ムィス・チェルキン支線の駅である。ムィス・チェルキン支線の終着駅である。

## 歴史
- 1929年 - 開業。

## 駅構造
単式ホーム1面1線を有する地上駅。駅舎には近距離切符売り場が設けられている。旅客列車は当駅が終着であるが、線路はウラジオストク商業港方面まで伸びている。当駅付近からは「ゴールデンゲートブリッジ」を通りウラジオストク駅方面に向かう路線バスがあり、本数も多く所要時間も圧倒的に短い。ちなみに当駅からウラジオストク駅は直線距離で2km程度であり、ムィス・チェルキン支線はかなり遠回りをしている。

## 旅客列車運行状況
- ウラジオストク行き　エレクトリーチカ平日のみ1本
- モルゴロドク・ウゴリナヤ方面行き　エレクトリーチカ平日2本、休日1本

## 隣の駅
ロシア鉄道極東鉄道支社
ムィス・チェルキン支線
エレクトリーチカ（各駅停車）
ムィス・チェルキン駅 - マルチェフスカヤ駅